# Côte d’Émeraude

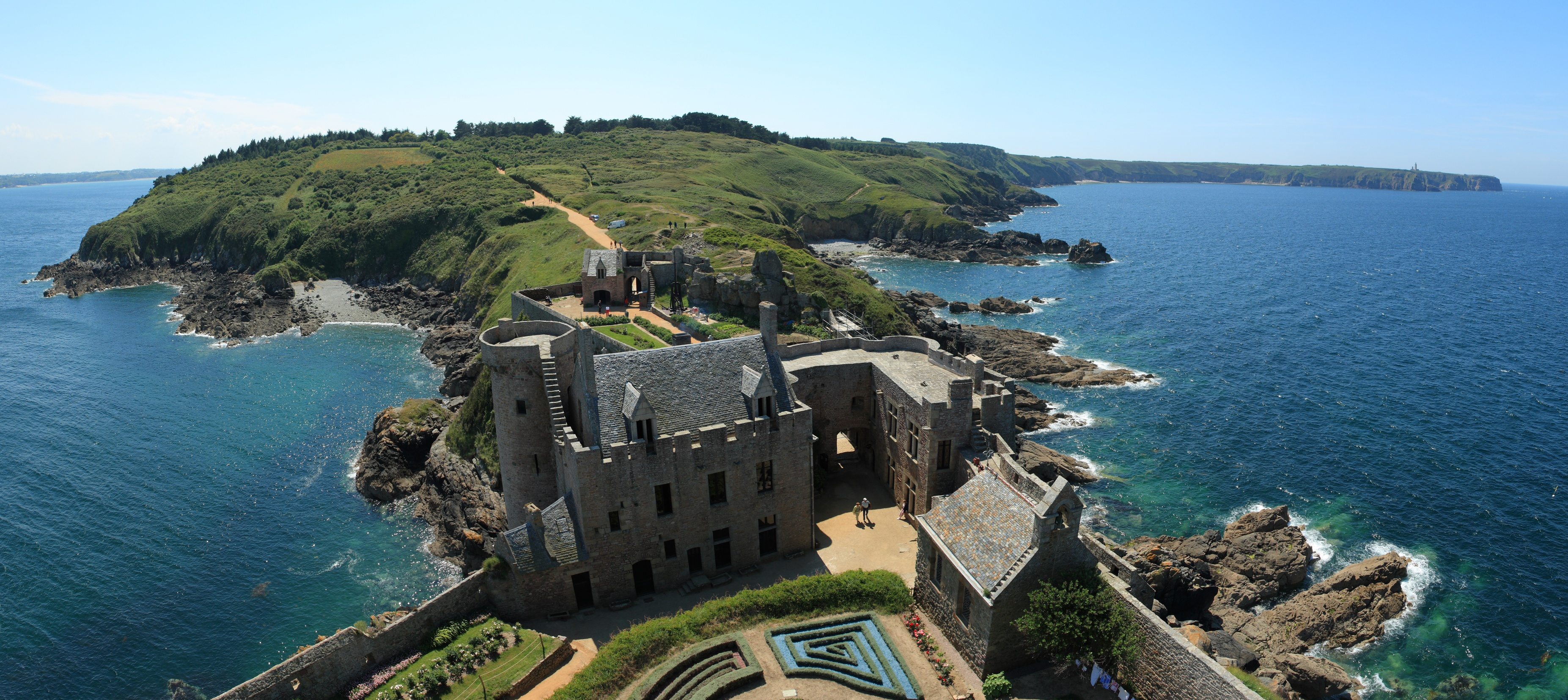
Blick vom Fort La Latte

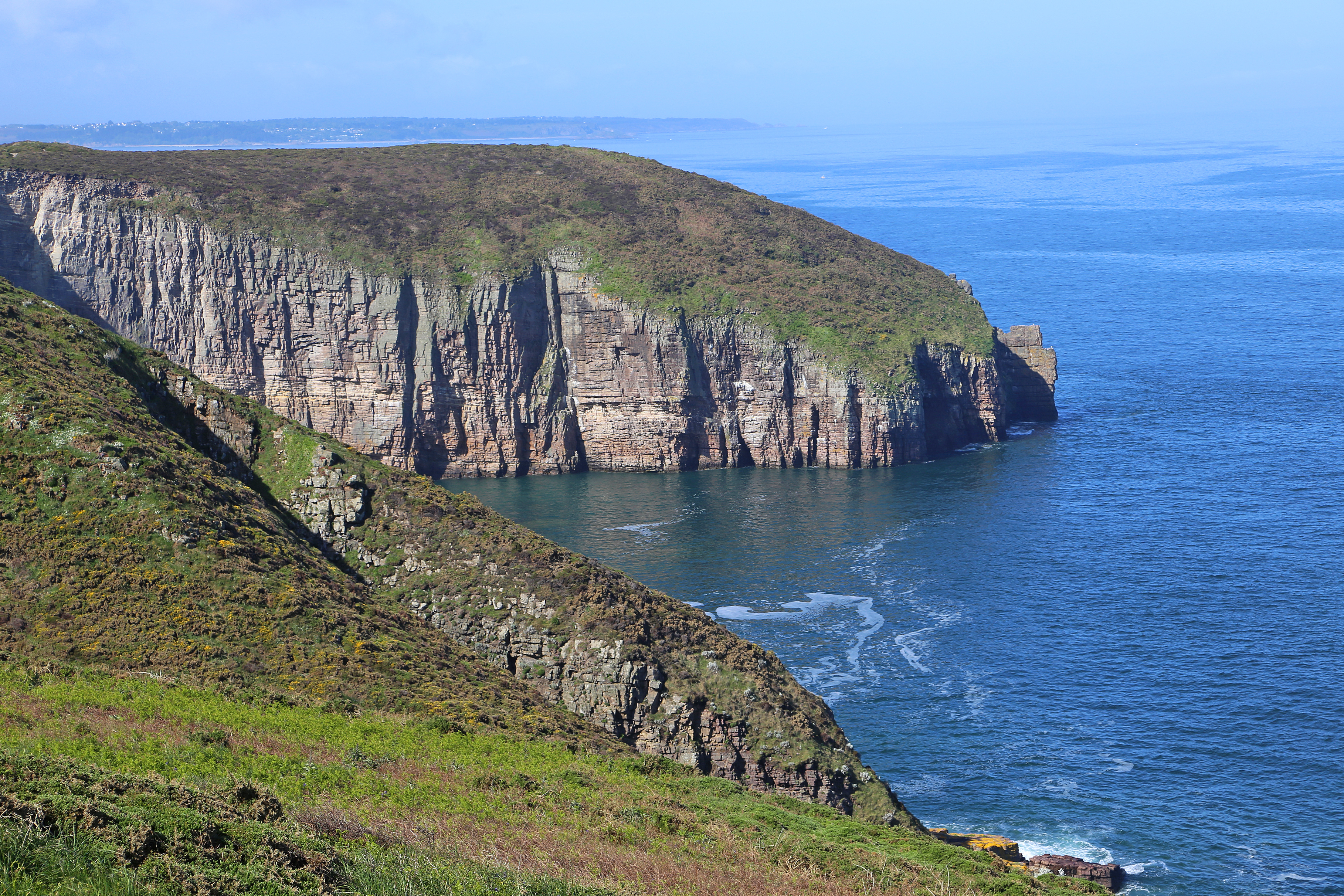
Cap Fréhel

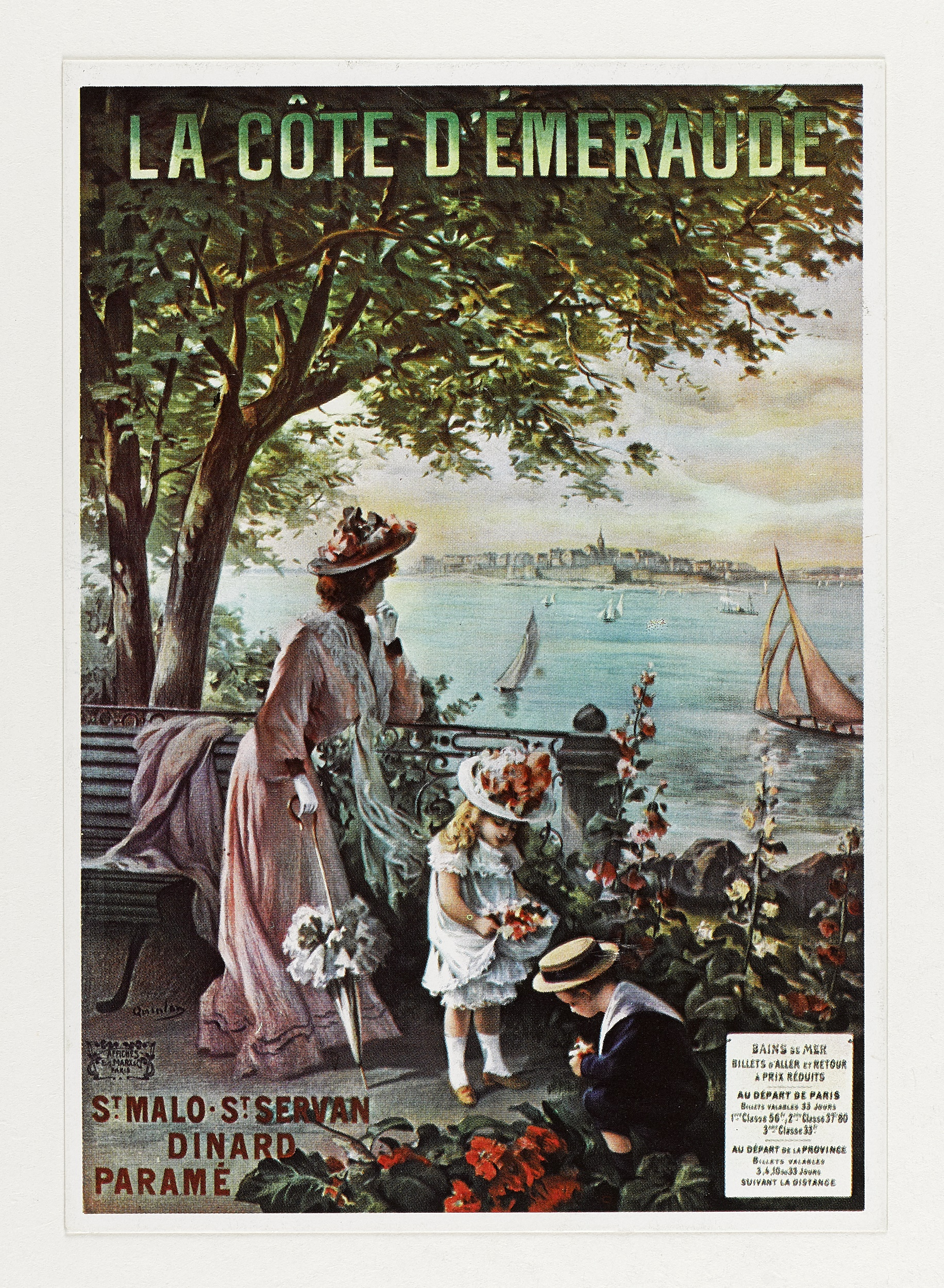
Historische Postkarte

Als Côte d’Émeraude (deutsch Smaragd-Küste) wird ein Küstenabschnitt in der Bretagne zwischen dem Cap Fréhel und der Stadt Cancale bezeichnet. Der Name ist von der grün-türkis Färbung des Meeres zu bestimmten Zeiten abgeleitet.

## Geschichte
Die Küste um Saint-Malo war schon im 6. Jahrhundert der Anlegeort einiger irischer Mönche. Aus dieser Zeit stammen auch viele Ortsnamen, die auf diese Heiligen verweisen: Saint-Malo, Saint-Brieuc u. a.
Die Landschaft an der Nordküste Frankreichs wurde erstmals von Eugène Herpin aus Saint-Malo als Côte d’Emeraude benannt. Der Tourismus wurde zu dieser Zeit immer bedeutender, und ein touristischer Name, wie ihn andere Küsten, z. B. die Côte d’Azur, hatten, war von Vorteil.
Die Côte d’Emeraude ist heute noch ein wichtiges touristisches Ziel mit Anziehungspunkten wie dem Mont-Saint-Michel, Cancale, Dinard u. a. Im Jahr 2003 entstand die Idee für einen regionalen Park. Das Projekt wurde 2008 gestartet und sollte 2021 umgesetzt werden.